# Gregor Gazvoda
Gregor Gazvoda (Maribor, 15 oktober 1981) is een Sloveens wielrenner die anno 2024 ploegleider is bij Tirol KTM Cycling Team

## Carrière
Als belofte won Gazvoda in 2002 een etappe in de Olympia's Tour. In 2005, 2008, 2010 en 2014 werd hij Sloveens kampioen tijdrijden.

## Overwinningen
2002
8e etappe Olympia's Tour
2005
7e etappe Ronde van Cuba
 Sloveens kampioen tijdrijden, Elite
2008
4e etappe Circuit des Ardennes
 Sloveens kampioen tijdrijden, Elite
Ronde van Vojvodina II
2010
 Sloveens kampioen tijdrijden, Elite
2e etappe Ronde van het Qinghaimeer
2011
3e etappe Ronde van het Qinghaimeer
Eindklassement Ronde van het Qinghaimeer
Ronde van Vojvodina I
2014
 Sloveens kampioen tijdrijden, Elite

## Resultaten in voornaamste wedstrijden
| Jaar | Ronde van Italië | Ronde van Frankrijk | Ronde van Spanje |
| ---- | ---------------- | ------------------- | ---------------- |
| 2012 | 134e             |                     |                  |

| Jaar | Ronde van Vlaanderen | Parijs-Roubaix |
| ---- | -------------------- | -------------- |
| 2012 | opgave               | buit.tijd      |

## Ploegen
- 2004 –  Perutnina Ptuj
- 2005 –  Perutnina Ptuj
- 2006 –  Perutnina Ptuj
- 2007 –  Perutnina Ptuj
- 2008 –  Perutnina Ptuj
- 2009 –  EQA-Meitan Hompo-Graphite Design
- 2010 –  Arbö KTM-Gebrüder Weiss (vanaf 10-6)
- 2011 –  Perutnina Ptuj
- 2012 –  AG2R La Mondiale
- 2013 –  Champion System Pro Cycling Team
- 2014 –  Gebrüder Weiss-Oberndorfer
- 2015 –  Kinan Cycling Team
- 2017 –  Adria Mobil
- 2018 –  Adria Mobil

Wielerploegen van Gregor Gazvoda
Gaszmayr · Gazvoda · Grömer · Gründlinger · Hasibeder · Knopf · Kratochvila · Kugler · Lechner · Pavitschitz · Poll · Prengel · Pria · Probst · Reiter · Schinagl · Singer · Ulzen
Bardet ·
Belletti ·
Bérard ·
Bonnafond ·
Bouet ·
Casper ·
Cherel ·
Dupont ·
Elmiger ·
Gadret ·
Gastauer ·
Gazvoda ·
Georges ·
Goddaert · 
Hinault ·
Houanard ·
Kadri ·
Lemarchand · 
Minard ·
Mondory ·
Montaguti ·
Nocentini ·
Péraud ·
Perget ·
Ravard ·
Riblon ·
Roche ·
Sjpilevski ·
Zargari ·
Teychenne (stagiair) ·
Chavanne (stagiair) ·
Raibaud (stagiair)
Anderson · Avery · Bell · Beyer · Brammeier · Butler · Feng · Friedemann · Gazvoda · Jang · Jiang · Jiao · Lewis · Liu · Nishizono · Ojavee · Othman · Roth · Schnaidt · Tang · Traksel · Wu · Xu · Brenes (stagiair) · Cheung (stagiair) · Smith (stagiair)
Edmüller · Gazvoda · Gogl · Holzinger · Kendler · Koudela · Kratochvila · Kuen · Lechner · Meier · Meiler · Müller · Ranacher · Reiter
Borso · Božič · Gazvoda · Golčer · Grošelj · Horvat · Katrašnik · Per · Rajović · Rogina
Alsaadi · Božič · Brajkovič · Gazvoda · Golčer · Grošelj · Horvat · Jarc · Katrašnik · Per · Rajović · Rogina